# Renzo Reaños
Renzo Reaños Mina (Chincha Alta, Provincia de Chincha, Perú, 17 de mayo de 1986) es un exfutbolista peruano. Jugaba como lateral derecho y tiene 38 años.

## Trayectoria
Disputó el Campeonato Sudamericano Sub-20 de 2005 con la selección peruana.
En el 2006 desciende con el José Galvez. Al año siguiente hace una gran campaña, logrando clasificar al Sport Ancash a la Copa Sudamericana 2008.

### Alianza Lima
Firmó en el 2008 por Alianza Lima, fue presentado con el número 22. Peleó el puesto con Jhoel Herrera quien también es chinchano. Ese año colectivamente a Alianza le fue mal, estando a poco de descender.
Al año siguiente se fue al Inti Gas de Ayacucho, ese mismo año le hace un golazo a Alianza Lima su exequipo donde el chinchano no lo celebra debido a que es el club que lo formó y del cual el es hincha.

### Cienciano
Jugó por todo el 2010 por el Cienciano del Cuzco. Luego de un año difícil y estar peleando la baja se jugó un duelo decisivo por el descenso contra Alianza Atlético donde ganó el equipo imperial por 2-1 y donde el chinchano logra anotar uno de los 2 goles.
Juega la Copa Libertadores 2012 con el Sport Huancayo donde fue eliminado por Arsenal de Sarandí. Ese mismo año logra clasificar a la Copa Sudamericana 2013.
En el 2014 luego de firmar por 6 meses por el Sport Huancayo se va a Los Caimanes para salvarlo de la baja, peleando el puesto con Renzo Guevara finalmente no se cumplió el objetivo y descendió de categoría.
El 2013 fue el blanco de burlas luego de algunos bloopers con Unión Comercio. A finales del 2015 fue el blanco de los extorsionadores quienes amenazaban de matar a su madre quien vivía en Chincha.
Luego de rescindir contrato con Club Deportivo Defensor La Bocana, el club lo rescindió por poco compromiso para superar la lesión, se marcha a jugar por el Club Sport Rosario. Kalimba tuvo un severo accidente tras un choque en el partido de reservas contra otro jugador, Reaños salió unos metros de la cancha y se golpeó la cabeza contra un fierro ubicado en el túnel de los camerinos. Luego fue llevado a la clínica donde se recupera.

## Clubes
| Club                | País | Año       |
| ------------------- | ---- | --------- |
| Alianza Lima        | Perú | 2003-2004 |
| Deportivo Municipal | Perú | 2005      |
| José Gálvez         | Perú | 2006      |
| Sport Ancash        | Perú | 2007      |
| Alianza Lima        | Perú | 2008      |
| Inti Gas            | Perú | 2009      |
| Cienciano           | Perú | 2010      |
| FBC Melgar          | Perú | 2011      |
| Sport Huancayo      | Perú | 2012      |
| Unión Comercio      | Perú | 2013      |
| Sport Huancayo      | Perú | 2014      |
| Los Caimanes        | Perú | 2014      |
| UTC                 | Perú | 2015      |
| Defensor La Bocana  | Perú | 2016      |
| Sport Rosario       | Perú | 2017      |

### Campeonatos nacionales
| Título                 | Club         | País | Año  |
| ---------------------- | ------------ | ---- | ---- |
| Torneo Descentralizado | Alianza Lima | Perú | 2003 |
| Torneo Descentralizado | Alianza Lima | Perú | 2004 |